# Kozakkendag

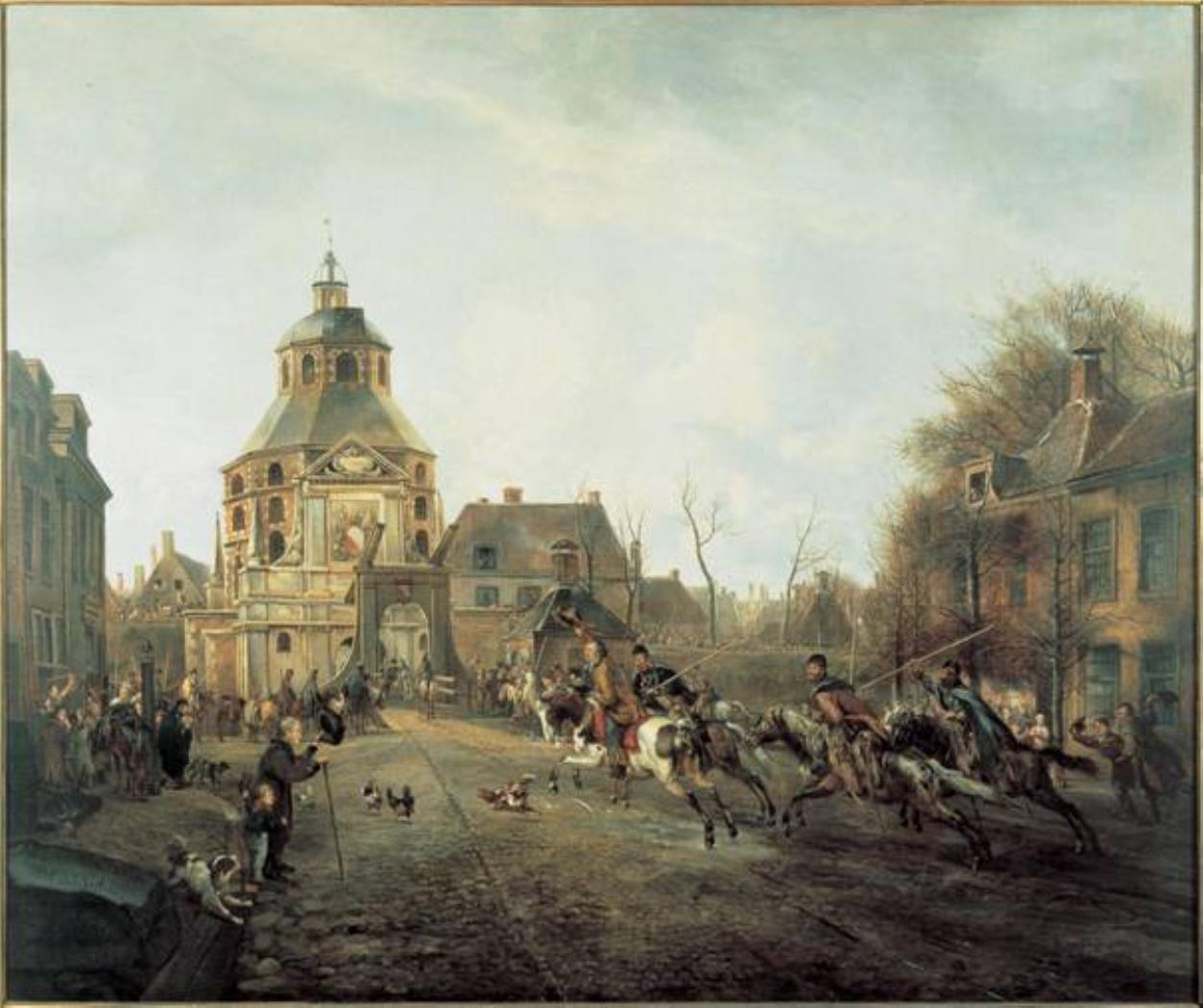
De aankomst van de Kozakken in 1813 bij de Utrechtse Wittevrouwenpoort.

Kozakkendag of ook wel Kozakjesdag was een feestdag in de Nederlandse stad Utrecht.
Op 28 november 1813 kwam er een einde aan de Franse overheersing sinds 1795 van de stad. In alle vroegte maakten de Franse troepen op bevel van Gouverneur Gabriel Jean Joseph Molitor de aftocht door de Tolsteegpoort. Enkele uren later arriveerden 300 Kozakken van het Russische leger als eersten bij de stad, onder leiding van Kolonel Lev Narysjkin, die de sleutels van de stad aannam. Ooggetuigen vertelden dat de kozakken op het Neude hun in intrek namen, waar zij na aankomst van nog 350 kozakken hun avondmaal klaarmaakten. Het verhaal is dat zij sliepen bij hun paarden, onder de blote hemel.
Het Russische detachement onder Generaal Alexander von Benckendorff was half October na de Volkerenslag bij Leipzig doorgetrokken en met moed en bluf Nederland binnengevallen langs de IJssel, bij Deventer en Zwolle. De stad Amsterdam werd gesteund om in opstand te komen. De Pruissische generaal Friedrich Wilhelm Bülow gaf steun, en nam Arnhem in. Overrompeld vertrokken de Fransen uit de een na andere vesting en stad. Prins Willem van Oranje landde al op 30 november in den Haag. Binnen twee weken was ook Breda ingenomen.
Nog lang daarna werd jaarlijks op 28 november in Utrecht Kozakkendag gevierd: het was een keerpunt. Een eeuw na de bevrijding werd dat nog herdacht met een gedenkteken bij de Tolhuisbrug.
In 1914, het jaar dat de Eerste Wereldoorlog uitbrak, is de feestdag geannuleerd omwille van de neutraliteit en tijdens de oorlogsjaren bleef dat zo. Slechts in zeer beperkte kring werd nog tot minstens 1967 Kozakkendag herdacht. Toen in 2022 Rusland de Oekraine binnenviel, kwamen er vluchtelingen naar Utrecht, uit Oekraïne, het land van de Kozakken.